# Miramax
Miramax ist eine US-amerikanische Filmproduktions- und Verleihgesellschaft.

## Geschichte
Miramax wurde 1979 von den Brüdern Harvey Weinstein (* 1952) und Bob Weinstein (* 1954) gegründet. Der Firmenname ist eine Kombination der Vornamen beider Eltern Miriam und Max.
Ursprünglich wurde Miramax zum Verleih von Filmen gegründet, die außerhalb von Hollywood entstanden: Fremdsprachige und vor allem sogenannte Independent-Filme, die in den 1980er Jahren keinen Zutritt zum starren Studio-System fanden und als kommerziell unattraktiv galten.
Die Dokumentation Der Fall Randall Adams, die dem zum Tode Verurteilten Adams eine Neuuntersuchung und Freilassung ermöglichte, machte Miramax 1988 landesweit bekannt.
Ein Jahr später gewann Sex, Lügen und Video auf dem Filmfestival in Cannes die Goldene Palme. Die Skandalfilme Der Koch, der Dieb, seine Frau und ihr Liebhaber (1989), Fessle mich! (1990) und Reservoir Dogs – Wilde Hunde (1992) weiteten die Bekanntheit von Miramax stetig aus. 1994 gelang mit Pulp Fiction ein großer wirtschaftlicher Erfolg, der Film spielte bei 8,5 Millionen US-Dollar Produktionskosten weltweit 214 Millionen US-Dollar ein, und ebnete dadurch auch den kommerziellen Weg anderer kleiner Filmstudios.
Die Firma wurde 1993 für einen Preis von 75 Millionen US-Dollar eine Tochtergesellschaft von Disney, die Miramax ein Budget von 700 Millionen US-Dollar bereitstellte. Ein Großteil dieses Betrags wurde zum Aufbau von Stars wie Ben Affleck, Jude Law, Gwyneth Paltrow, Quentin Tarantino und Renée Zellweger verwendet, die wie im alten Hollywood-System selten Filme ohne Miramax drehten. Außerdem gründete Bob Weinstein die Tochtergesellschaft Dimension Films, die mit Reihen wie Scream – Schrei! (1996–2011) und Scary Movie (2000–2006) zusätzlich Millionen an der Kinokasse einspielte.
Obwohl Miramax zu den zehn erfolgreichsten Studios zählte (allein 2003 spielten ihre Filme über 2 Milliarden US-Dollar ein und wurden für 40 Oscars nominiert), wurden die wichtigen Entscheidungen von Disney getroffen, was in öffentlich geführten Streitigkeiten endete: 1996 musste das als riskant eingestufte Filmprojekt Herr der Ringe aufgegeben werden. Zum Bruch zwischen den Weinstein-Brüdern und Disney kam es schließlich, als der Verleih der Dokumentation Fahrenheit 9/11 (2004) untersagt wurde. Die Weinsteins kauften die Rechte des Projektes von ihrem Privatvermögen, gründeten die Fellowship Adventure Group und sahen sich durch den Erfolg des Michael-Moore-Films bestätigt.
Da die Weinsteins Disney den Kaufpreis von Miramax (2 Milliarden US-Dollar) nicht zahlen konnten, verließen beide Brüder im September 2005 ihre Firma: Disney behielt die insgesamt 550 Miramax-Filme, überließ ihnen aber laufende Filmproduktionen, Dimension Films und eine Ablösesumme von 140 Millionen US-Dollar, womit die Brüder The Weinstein Company gründeten. Zwischen Oktober 2005 und Januar 2010 leitete Daniel Battsek das Unternehmen, das unter seiner Führung nicht an vergangene Erfolge anknüpfen konnte.
Am 29. Januar 2010 gab die Mutterfirma Disney bekannt, Miramax zu schließen und alle Mitarbeiter zu entlassen. Es sollen keine weiteren Filme mehr veröffentlicht werden, obwohl sich noch sechs unveröffentlichte und fertiggestellte Produktionen im Repertoire des Verleihs befinden.
Am 30. Juli 2010 wurde bekanntgegeben, dass Miramax von Disney an eine Investorengruppe (Filmyard Holding) um Ron Tutor für eine Summe von 640 Millionen US-Dollar verkauft wurde. Das Ziel der Gruppe ist es, nach kleineren Investitionen in das Studio noch „[…] einige Filme pro Jahr zu produzieren“. Im Rahmen des Verkaufs verlagerte Disney die laufende Produktion einiger Filme zu Touchstone Pictures, so etwa The Tempest – Der Sturm und Gnomeo und Julia.
Am 16. Dezember 2010 gab die Filmyard Holding bekannt, eine neue Partnerschaft mit den Weinstein-Brüdern begründet zu haben. In Kooperation mit The Weinstein Company sollen Fortsetzungen zu erfolgreichen Miramax-Filmen gedreht werden – zu diesen zählen etwa Rounders, Bad Santa und Shakespeare in Love.
Ron Tutor verkaufte seine Anteile an Miramax Ende Januar 2013 an die staatliche Co-Eigentümerin Qatar Investment Authority. 2016 wurde Miramax von der Qatar Investment Authority an die beIN Media Group mit Sitz in Doha im Emirat Katar verkauft.
2020 wurde verkündet, dass ViacomCBS (jetzt Paramount Global) und beIN Media Group Miramax aufteilen. Paramount hält nun 49 % des Unternehmens, beIN 51 %. Als Konsequenz werden die Filme von Miramax beim Streamingdienst Paramount+ verfügbar sein.

## Die größten Miramax-Erfolge
Diese Tabelle zeigt die zehn erfolgreichsten Filme von Miramax, entsprechend dem weltweiten Kasseneinspielergebnis.
| Rang | Filmtitel                                  | Jahr | weltweites Einspiel |
| ---- | ------------------------------------------ | ---- | ------------------- |
| 01   | Chicago                                    | 2002 | 306 Mio. US$        |
| 02   | Shakespeare in Love                        | 1998 | 289 Mio. US$        |
| 03   | Scary Movie                                | 2000 | 278 Mio. US$        |
| 04   | Der englische Patient                      | 1996 | 231 Mio. US$        |
| 05   | Das Leben ist schön                        | 1997 | 228 Mio. US$        |
| 06   | Good Will Hunting                          | 1997 | 225 Mio. US$        |
| 07   | Aviator                                    | 2004 | 213 Mio. US$        |
| 08   | Pulp Fiction                               | 1994 | 213 Mio. US$        |
| 09   | Master & Commander – Bis ans Ende der Welt | 2003 | 210 Mio. US$        |
| 10   | The Others                                 | 2001 | 209 Mio. US$        |

## Oscars
Miramax gewann folgende Oscars der Filmakademie der USA:
2007
- No Country for Old Men: Bester Film, Beste Regie, Bestes Drehbuch nach literarischer Vorlage, Bester Nebendarsteller (Javier Bardem)
- There Will Be Blood: Bester Hauptdarsteller (Daniel Day-Lewis), Beste Kamera

2006
- Die Queen: Beste Hauptdarstellerin (Helen Mirren)

2005
- Tsotsi: Bester fremdsprachiger Film

2004
- Aviator: Beste Nebendarstellerin (Cate Blanchett), Bestes Szenenbild, Beste Kamera, Beste Kostüme, Bester Schnitt
- Wenn Träume fliegen lernen: Beste Musik

2003
- Master & Commander – Bis ans Ende der Welt: Beste Kamera, Beste Toneffekte
- Die Invasion der Barbaren: Bester fremdsprachiger Film
- Unterwegs nach Cold Mountain: Beste Nebendarstellerin (Renée Zellweger)

2002
- Chicago: Bester Film, Beste Nebendarstellerin (Catherine Zeta-Jones), Bestes Szenenbild, Beste Kostüme, Bester Schnitt, Bester Ton
- Frida: Beste Maske, Beste Musik
- The Hours – Von Ewigkeit zu Ewigkeit: Beste Hauptdarstellerin (Nicole Kidman)

2001
- Iris: Bester Nebendarsteller (Jim Broadbent)

1999
- Gottes Werk und Teufels Beitrag: Bestes Drehbuch nach literarischer Vorlage, Bester Nebendarsteller (Michael Caine)

1998
- Das Leben ist schön: Bester fremdsprachiger Film, Bester Hauptdarsteller (Roberto Benigni), Beste Musik in der Kategorie Drama
- Shakespeare in Love: Bester Film, Bestes Originaldrehbuch, Beste Hauptdarstellerin (Gwyneth Paltrow), Beste Nebendarstellerin (Judi Dench), Bestes Szenenbild, Beste Kostüme, Beste Musik in der Kategorie Komödie

1997
- Good Will Hunting: Bestes Originaldrehbuch, Bester Nebendarsteller (Robin Williams)

1996
- Auf Messers Schneide: Bestes Drehbuch nach literarischer Vorlage
- Jane Austens Emma: Beste Musik in der Kategorie Komödie
- Der englische Patient: Bester Film, Beste Regie, Beste Nebendarstellerin (Juliette Binoche), Bestes Szenenbild, Beste Kamera, Beste Kostüme, Beste Musik in der Kategorie Drama, Bester Schnitt, Bester Ton
- Kolya: Bester fremdsprachiger Film

1995
- Geliebte Aphrodite: Beste Nebendarstellerin (Mira Sorvino)
- Der Postmann: Beste Musik in der Kategorie Drama
- Zeit der Sinnlichkeit: Bestes Szenenbild, Beste Kostüme

1994
- Bullets Over Broadway: Beste Nebendarstellerin (Dianne Wiest)
- Pulp Fiction: Bestes Originaldrehbuch

1993
- Das Piano: Bestes Originaldrehbuch, Beste Hauptdarstellerin (Holly Hunter), Beste Nebendarstellerin (Anna Paquin)

1992
- The Crying Game: Bestes Originaldrehbuch

1991
- Mediterraneo: Bester fremdsprachiger Film

1990
- American Dream: Bester Dokumentarfilm
- Reise der Hoffnung: Bester fremdsprachiger Film

1989
- Cinema Paradiso: Bester fremdsprachiger Film
- Mein linker Fuß: Bester Hauptdarsteller (Daniel Day-Lewis), Beste Nebendarstellerin (Brenda Fricker)

1988
- Pelle, der Eroberer: Bester fremdsprachiger Film